# Morpho nikolajewna
Morpho nikolajewna är en fjärilsart som beskrevs av Weber 1951. Morpho nikolajewna ingår i släktet Morpho och familjen praktfjärilar. Inga underarter finns listade i Catalogue of Life.